# Ainsworth Rand Spofford

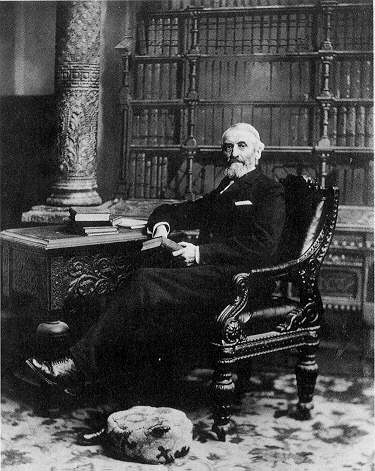
Ainsworth Rand Spofford

Ainsworth Rand Spofford (* 12. September 1825 in Gilmanton, Belknap County, New Hampshire; † 11. August 1908 in Washington, D.C.) war der sechste Leiter der Library of Congress. Er war von 1864 bis 1897 im Amt.

## Leben
Wegen seiner schlechten Gesundheit musste er ein Studium am Amherst College abbrechen. So ging er mit 19 Jahren nach Cincinnati, Ohio, wo er als Buchhändler, Verleger, und Journalist arbeitete. 1859 wurde er Chefredakteur des Cincinnati Commercial. Er war politisch aktiv in der Republikanischen Partei. 1856 war er Delegierter zur ersten Republican National Convention, auf der John C. Frémont als Präsidentschaftskandidat nominiert wurde.

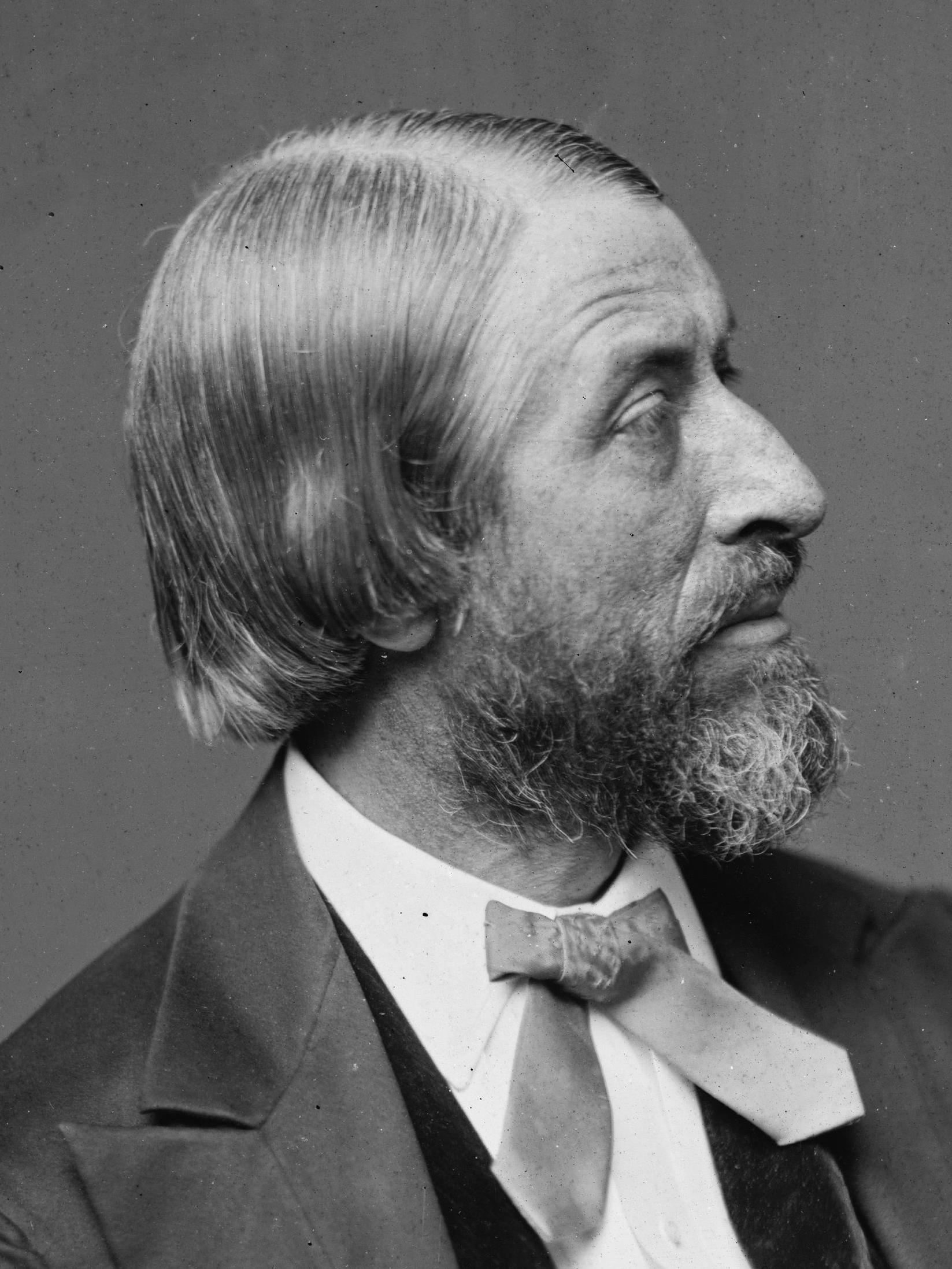
Ainsworth Rand Spofford

1861 nahm er in Washington die Stelle des Stellvertreters des Leiters der Library of Congress, John Gould Stephenson an. Nach dessen Rücktritt im Jahre 1864 berief US-Präsident Abraham Lincoln Spofford zu Stephensons Nachfolger. Er trug in der Folge wesentlich zur Erweiterung der Bibliothek von einem Hilfsmittel des Kongresses zu einer nationalen Einrichtung bei. Während seiner Amtszeit wurde die Bibliothek von ca. 60.000 auf über eine Million Exponate erweitert. Er war ebenfalls maßgeblich am Umzug der Bibliothek vom Kongress-Lesesaal im Kapitol in ein eigenes Gebäude, das heutige Thomas Jefferson Building, beteiligt, der 1897 erfolgte.
Spofford trat zugunsten eines Jüngeren, John Russell Young, beiseite, und kehrte auf seinen alten Posten als stellvertretender Leiter der Bibliothek zurück, den er bis zu seinem Tod innehatte.

## Werke
- A Book for All Readers (3. Auflage 1909)
- Bibliothek ausgewählter Literatur (10 Bände, 1888)
- Amerikanischer Almanach (1878–89)